# Skót labdarúgókupa
A Scottish Football Association Challenge Cup, ismertebb nevén Scottish Cup Skócia nemzeti labdarúgó kupasorozata. A győztesnek járó trófea a legrégebben használatos serleg a világon. A címvédő a Heart of Midlothian, amely a 2012-es döntőben 5-1-re legyőzte a Hibernian együttesét.

## Történelem
A Scottish Cup történetének első kiírását az 1873-1874-es szezonban rendezték, 16 csapat részvételével. Az első győztes a Queen's Park lett, miután 3000 néző előtt a döntőben 2-0-ra legyőzte a Clydesdale-t.
Bár az FA Kupa a legrégebbi nemzeti kupasorozat a világon, a Skót Kupa győztesének járó serleg a legrégebbi, még "forgalomban lévő" trófea - 1885-ben öntötték.
Az 1908-1909-es szezonban a Celtic-Rangers mérkőzés újrajátszását követően kitört zendülés miatt a Skót labdarúgó-szövetség visszatartotta a kupát, ebben az idényben tehát nem volt kupagyőztes. 1914 és 1920 között az első világháború miatt nem rendezték meg a sorozatot. Az 1939-1940-es kiírást Scottish War Emergency Cup néven játszották le 1940 februárja és májusa között a tizenhat első osztályú csapat részvételével; a döntőben a Rangers 1-0-ra verte a Dundee United-et. 1940-től 1945-ig a második világháború miatt nem volt Skót Kupa.

### Mérföldkövek
- 1874: Az első döntő: Queen's Park-Clydesdale 2-0.
- 1885: Arbroath-Bon Accord 36-0 – ez minden idők legnagyobb különbségű győzelme felnőtt mérkőzésen a világon.
- 1893: A Queen's Park tizedszer lesz kupagyőztes, mégpedig a Celtic 2-1-es legyőzésével.
- 1894: Az első Old Firm-döntő: Rangers-Celtic 3-1.
- 1896: Az egyetlen olyan döntő, amit nem Glasgowban rendeztek: Hearts-Hibernian 3-1.
- 1904: Az első döntő az új Hampden Parkban: Celtic-Rangers 3-2.
- 1909: Botrányba fulladt a Celtic-Rangers döntő (bővebb információ angolul).
- 1914-1918: Az első világháború miatt nem rendezik meg a Skót Kupát.
- 1928: Véget ér a Rangers 25 évig tartó rossz sorozata, mely alatt nem nyertek Skót Kupát. A döntőben: Rangers-Celtic 4-0.
- 1929: Az 50. Skót Kupa-döntő: Kilmarnock-Rangers 2-0.
- 1937: A legtöbb néző (147 365) által a helyszínen megtekintett döntő: Celtic-Aberdeen 2-1.
- 1938: Első alkalommal nyeri el másodosztályú csapat a serleget: East Fife-Kilmarnock 4-2.
- 1939-1945: A második világháború miatt nincsenek Skót Kupa-küzdelmek.
- 1973: A Skót labdarúgó-szövetség fennállásának századik évfordulóján tartott döntő: Rangers-Celtic 3-2.
- 1980: A döntőben a Celtic Rangers elleni 1-0-s győzelmével megszerezte a kupát. A pályára ez után mindkét szurkolótábor keménymagja befutott, és verekedés tört ki (a videón 6:35-től).
- 1985: A 100. Skót Kupa-döntő: Celtic-Dundee United 2-1.
- 1990: Az első olyan döntő, amit tizenegyespárbaj döntött el: Aberdeen-Celtic 0:0 (9-8).
- 1994: A Dundee United hat elvesztett finálé után a Rangers 1-0-s legyőzésével megszerezte első Skót Kupa-győzelmét.
- 1999: Az első döntő az újjáépített Hampden Parkban: Rangers-Celtic 1-0.
- 2004: A Celtic 3-1-re legyőzi a döntőben a Dunfermline-t, így 32. kupagyőzelmét ünnepelheti; ezzel megelőzi a Skót Kupa-sikerek számát tekintve a Rangerst az örökranglista élén.

### Old Firm-dominancia
A Skócia labdarúgását uraló Celtic-Rangers "páros" dominanciája a Skót Kupára is jellemző (e két glasgowi klub meccseit nevezik Old Firm-nek), hiszen előbbi végzett legtöbbször az első helyen, 34-szer, míg utóbbi 32 sikerrel a második helyen áll ebben a rangsorban (a harmadik a Queen's Park 10 győzelemmel). Egymás ellen 15 döntőt játszottak, a legutóbbit 2002-ben, akkor a Rangers Peter Løvenkrands 93. percbeli (második) góljával győzött 3-2-re.

### Szenzációk
A Skót Kupa története bővelkedik az úgynevezett "óriásölésekben", amikor egy kiscsapat kiver egy nagyot. 1938-ban a harmadosztályú East Fife nyerte a döntőt, miután a megismételt meccs hosszabbításában 4-2-re legyőzte a Kilmarnock-ot. 1967-ben a Berwick 1-0-ra múlta felül a Rangerst. 2000-ben az akkor másodosztályú Inverness 3-1-re verte a Celticet a Celtic Parkban. A 2005-2006-os szezon meglepetését a Clyde szolgáltatta, mégpedig a Celtic 2-1-es legyőzésével. 2008-ban a másodosztályú Queen of the South az elődöntőben az Aberdeen ellen négyszer is vezetett, végül 4-3-mal kvalifikálta magát története első Skót Kupa-döntőjébe.

## Lebonyolítási rendszer
A Skót Kupa lebonyolítási rendszere a szokásos kupa-rendszer, azaz a meccset elvesztő csapat kiesik, a győztes továbbjut. A csapatokat véletlenszerűen sorsolják össze, az elsőként kihúzott csapat játszhat hazai pályán. Amennyiben a végeredmény döntetlen, a másik csapat stadionjában újrajátszáson dől el a továbbjutó kiléte. Amennyiben e találkozó kilencven perce is eldöntetlenül végződik, hosszabbítás és (ha szükséges) tizenegyes-párbaj következik. Az elődöntőket és a döntőt semleges pályán (általában a Hampden Parkban játsszák. E találkozókon döntetlennél újrajátszás nincs, egyből a hosszabbítás és a tizenegyesek következnek. Eddig két finálét döntöttek el büntetők, az 1990-est és a 2006-ost.

## Európai kvalifikáció
A Skót Kupa győztese bejut az UEFA Kupa első fordulójába. Amennyiben a kupagyőztes a bajnokságban elért helyezésével már kvalifikálta magát egy előrébb rangsorolt európai sorozatba (például a Bajnokok Ligájába), a kupadöntő vesztese indulhat az UEFA Kupában. Ez a szabály a 2009-2010-es szezontól megváltozik, onnantól a más nemzetközi kupába nem kvalifikáló csapatok közül a bajnokságban legelőrébb végző csapat kapja meg az UEFA Kupa-rajtjogot.

## Döntők

### 21. század
| Szezon    | Győztes             | Győztes                                            | Eredmény                | Vesztes              | Vesztes                              | Helyszín     | Nézőszám |
| Szezon    | Csapat              | Gólszerző(k)                                       | Eredmény                | Csapat               | Gólszerző(k)                         | Helyszín     | Nézőszám |
| --------- | ------------------- | -------------------------------------------------- | ----------------------- | -------------------- | ------------------------------------ | ------------ | -------- |
| 2020-2021 | St. Johnstone       | Rooney 32'                                         | 1 – 0                   | Hibernian            |                                      | Hampden Park |          |
| 2019-2020 | Celtic              | Christie 19' Édouard 29' (11-esből) Griffiths 105' | 3 – 3 (h.u.) (4–3 b.p.) | Heart of Midlothian  | Boyce 48' Kingsley 67' Ginnelly 111' | Hampden Park |          |
| 2018-2019 | Celtic              | Édouard 62' (11-esből) 82'                         | 2 – 1                   | Heart of Midlothian  | Edwards 52'                          | Hampden Park | 49 434   |
| 2017-2018 | Celtic              | McGregor 11' Ntcham 25'                            | 2 – 0                   | Motherwell           |                                      | Hampden Park | 49 967   |
| 2016-2017 | Celtic              | Armstrong 11' Rogic 90+2'                          | 2 – 1                   | Aberdeen             | Hayes 9'                             | Hampden Park | 48 713   |
| 2015-2016 | Hibernian           | Stokes 3', 80' Gray 90+2'                          | 2 – 3                   | Rangers              | Miller 27' Halliday 64'              | Hampden Park | 50 701   |
| 2014-2015 | Inverness           | Watkins 38' Vincent 86'                            | 2 – 1                   | Falkirk              | Grant 80'                            | Hampden Park | 37 149   |
| 2013-2014 | St. Johnstone       | Anderson 45+1' MacLean 84'                         | 2 – 0                   | Dundee United        |                                      | Celtic Park  | 47 345   |
| 2012-2013 | Celtic              | Hooper 9', 31' Ledley 80'                          | 3 – 0                   | Hibernian            |                                      | Hampden Park | 51 254   |
| 2011-2012 | Heart of Midlothian | Barr 15' Skácel 27', 75' Grainger 48' McGowan 50'  | 5 – 1                   | Hibernian            | McPake 41'                           | Hampden Park | 51 041   |
| 2010-2011 | Celtic              | Ki 32' Wilson 76' Mulgrew 88'                      | 3 – 0                   | Motherwell           |                                      | Hampden Park | 49 618   |
| 2009-2010 | Dundee United       | Goodwillie 61' Conway 75', 86'                     | 3 – 0                   | Ross County          |                                      | Hampden Park | 47 122   |
| 2008-2009 | Rangers             | Novo 46'                                           | 1 – 0                   | Falkirk FC           |                                      | Hampden Park | 50 956   |
| 2007-2008 | Rangers             | Boyd 33, 71 Beasley 43                             | 3 – 2                   | Queen of the South   | Tosh 50 Thomson 52                   | Hampden Park | 48 821   |
| 2006-2007 | Celtic              | Perrier-Doumbé 84                                  | 1 – 0                   | Dunfermline Athletic |                                      | Hampden Park | 49 600   |
| 2005-2006 | Heart of Midlothian | Skácel 39                                          | 1 – 1 (h.u.) (4–2 b.p.) | Gretna               | McGuffie 76                          | Hampden Park | 51 232   |
| 2004-2005 | Celtic              | Thompson 11                                        | 1 – 0                   | Dundee United        |                                      | Hampden Park | 50 635   |
| 2003-2004 | Celtic              | Larsson 58, 71 Petrov 83                           | 3 – 1                   | Dunfermline Athletic | Skerla 40                            | Hampden Park | 50 846   |
| 2002-2003 | Rangers             | Amoruso 66                                         | 1 – 0                   | Dundee               |                                      | Hampden Park | 47 136   |
| 2001-2002 | Rangers             | Løvenkrands 20, 90+3 Ferguson 69                   | 3 – 2                   | Celtic               | Hartson 18 Balde 50                  | Hampden Park | 51 138   |
| 2000-2001 | Celtic              | McNamara 39 Larsson 48 (tiz.), 80                  | 3 – 0                   | Hibernian            |                                      | Hampden Park | 51 824   |

### 20. század
| Szezon                               | Győztes | Győztes | Eredmény | Vesztes | Vesztes | Helyszín | Nézőszám |
| Szezon                               | Csapat | Gólszerző(k) | Eredmény | Csapat | Gólszerző(k) | Helyszín | Nézőszám |
| ------------------------------------ | --- | --- | --- | --- | --- | --- | --- |
| 1999-2000                            | Rangers | van Bronckhorst 35 Vidmar 47 Dodds 49 Albertz 50                                                                                | 4 – 0 | Aberdeen | | Hampden Park | 50 865 |
| 1998-1999                            | Rangers | Wallace 48 | 1 – 0 | Celtic | | Hampden Park | 52 670 |
| 1997–1998                            | Heart of Midlothian | Cameron 2 (tiz.) Adam 52 | 2 – 1 | Rangers | McCoist 81 | Celtic Park | 48 946 |
| 1996–1997                            | Kilmarnock | Wright 20 | 1 – 0 | Falkirk | | Ibrox Stadium | 48 953 |
| 1995–1996                            | Rangers | Laudrup (2) Durie (3) | 5 – 1 | Heart of Midlothian | Colquhoun | Hampden Park | 37 730 |
| 1994–1995                            | Celtic | van Hooijdonk | 1 – 0 | Airdrieonians | | Hampden Park | 36 915 |
| 1993–1994                            | Dundee United | Brewster 47 | 1 – 0 | Rangers | | Hampden Park | 37 450 |
| 1992–1993                            | Rangers | Murray Hateley | 2 – 1 | Aberdeen | Richardson | Celtic Park | 50 715 |
| 1991–1992                            | Rangers | Hateley McCoist | 2 – 1 | Airdrieonians | Smith | Hampden Park | 44 045 |
| 1990–1991                            | Motherwell | Ferguson O'Donnell Angus Kirk                                                                                                   | 4 – 3 (h.u.) | Dundee United | Bowman O'Neil Jackson | Hampden Park | 57 319 |
| 1989–1990                            | Aberdeen | | 0 – 0 (9–8 b.p.) | Celtic | | Hampden Park | 60 493 |
| 1988–1989                            | Celtic | Miller | 1 – 0 | Rangers | | Hampden Park | 72 069 |
| 1987–1988                            | Celtic | McAvennie (2) | 2 – 1 | Dundee United | Gallacher | Hampden Park | 74 000 |
| 1986–1987                            | St. Mirren | Ferguson | 1 – 0 (h.u.) | Dundee United | | Hampden Park | 51 782 |
| 1985–1986                            | Aberdeen | Hewitt 5, 48 Stark 75 | 3 – 0 | Heart of Midlothian | | Hampden Park | 62 841 |
| 1984–1985                            | Celtic | Provan McGarvey | 2 – 1 | Dundee United | Beedie | Hampden Park | 60 346 |
| 1983–1984                            | Aberdeen | Black 23 McGhee 98 | 2 – 1 (h.u.) | Celtic | P. McStay 86 | Hampden Park | 58 900 |
| 1982–1983                            | Aberdeen | Black 116 | 1 – 0 (h.u.) | Rangers | | Hampden Park | 62 970 |
| 1981–1982                            | Aberdeen | McLeish 32 McGhee 93 Strachan 103 Cooper 110                                                                                    | 4 – 1 (h.u.) | Rangers | MacDonald 15 | Hampden Park | 53 788 |
| 1980–1981 Újrajátszás                | Rangers | | 0 – 0 (h.u.) | Dundee United | | Hampden Park | 53 000 |
| 1980–1981 Újrajátszás                | Rangers | Cooper Russell MacDonald (2) | 4 – 1 | Dundee United | Dodds | Hampden Park | 43 099 |
| 1979–1980                            | Celtic | McCluskey | 1 – 0 (h.u.) | Rangers | | Hampden Park | 70 303 |
| 1978–1979 Újrajátszás 2. Újrajátszás | Rangers | | 0 – 0 | Hibernian | | Hampden Park | 50 610 |
| 1978–1979 Újrajátszás 2. Újrajátszás | Rangers | | 0 – 0 (h.u.) | Hibernian | | Hampden Park | 33 504 |
| 1978–1979 Újrajátszás 2. Újrajátszás | Rangers | Johnstone (2) Duncan (ö.g.) | 3 – 2 (h.u.) | Hibernian | Higgins McLeod (tiz.) | Hampden Park | 30 602 |
| 1977–1978                            | Rangers | MacDonald 35 Johnstone 57 | 2 – 1 | Aberdeen | Ritchie 85 | Hampden Park | 61 563 |
| 1976–1977                            | Celtic | Lynch (tiz.) | 1 – 0 | Rangers | | Hampden Park | 54 252 |
| 1975–1976                            | Rangers | Johnstone 2 MacDonald | 3 – 1 | Heart of Midlothian | Shaw | Hampden Park | 85 354 |
| 1974–1975                            | Celtic | Wilson (2) McCluskey (tiz.) | 3 – 1 | Airdrieonians | McCann | Hampden Park | 75 457 |
| 1973–1974                            | Celtic | Hood Murray Deans | 3 – 0 | Dundee United | | Hampden Park | 75 959 |
| 1972–1973                            | Rangers | Parlane Conn Forsyth | 3 – 2 | Celtic | Dalglish Connelly (tiz.) | Hampden Park | 122 714 |
| 1971–1972                            | Celtic | McNeill Deans (3) Macari (2) | 6 – 1 | Hibernian | Gordon | Hampden Park | 106 102 |
| 1970–1971 Újrajátszás                | Celtic | Lennox | 1 – 1 | Rangers | Johnstone | Hampden Park | 120 092 |
| 1970–1971 Újrajátszás                | Celtic | Macari Hood (tiz.) | 2 – 1 | Rangers | Callaghan (ö.g.) | Hampden Park | 103 332 |
| 1969–1970                            | Aberdeen | Harper 27 (tiz.) McKay 83, 90                                                                                                   | 3 – 1 | Celtic | Lennox 88 | Hampden Park | 108 434 |
| 1968–1969                            | Celtic | McNeill Lennox Connelly Chalmers                                                                                                | 4 – 0 | Rangers | | Hampden Park | 132 000 |
| 1967–1968                            | Dunfermline Athletic | Gardner 56, 73 Lister 59 (tiz.)                                                                                                 | 3 – 1 | Heart of Midlothian | Lunn 68 (ö.g.) | Hampden Park | 56 365 |
| 1966–1967                            | Celtic | Wallace 42, 49 | 2 – 0 | Aberdeen | | Hampden Park | 126 102 |
| 1965–1966 Újrajátszás                | Rangers | | 0 – 0 | Celtic | | Hampden Park | 126 552 |
| 1965–1966 Újrajátszás                | Rangers | Johansen | 1 – 0 | Celtic | | Hampden Park | 98 202 |
| 1964–1965                            | Celtic | Auld (2) McNeill | 3 – 2 | Dunfermline Athletic | Melrose McLaughlin | Hampden Park | 108 800 |
| 1963–1964                            | Rangers | Millar (2) Brand | 3 – 1 | Dundee | Cameron | Hampden Park | 120 982 |
| 1962–1963 Újrajátszás                | Rangers | Brand | 1 – 1 | Celtic | Murdoch | Hampden Park | 129 643 |
| 1962–1963 Újrajátszás                | Rangers | Brand (2) Wilson | 3 – 0 | Celtic | | Hampden Park | 120 273 |
| 1961–1962                            | Rangers | Brand Wilson | 2 – 0 | St. Mirren | | Hampden Park | 127 940 |
| 1960–1961 Újrajátszás                | Dunfermline Athletic | | 0 – 0 | Celtic | | Hampden Park | 113 618 |
| 1960–1961 Újrajátszás                | Dunfermline Athletic | Thomson 67 Dickson 88 | 2 – 0 | Celtic | | Hampden Park | 87 866 |
| 1959–1960                            | Rangers | Millar (2) | 2 – 0 | Kilmarnock | | Hampden Park | 108 017 |
| 1958–1959                            | St. Mirren | Bryceland 43 Miller 65 Baker 76                                                                                                 | 3 – 1 | Aberdeen | Baird 89 | Hampden Park | 108 591 |
| 1957–1958                            | Clyde | Coyle | 1 – 0 | Hibernian | | Hampden Park | 95 123 |
| 1956–1957 Újrajátszás                | Falkirk | Prentice (tiz.) | 1 – 1 | Kilmarnock | Curlett | Hampden Park | 83 000 |
| 1956–1957 Újrajátszás                | Falkirk | Merchant Moran | 2 – 1 (h.u.) | Kilmarnock | Curlett | Hampden Park | 79 785 |
| 1955–1956                            | Heart of Midlothian | Crawford 20, 48 Conn 80 | 3 – 1 | Celtic | Haughney 55 | Hampden Park | 132 840 |
| 1954–1955 Újrajátszás                | Clyde | Robertson 88 | 1 – 1 | Celtic | Walsh 38 | Hampden Park | 106 234 |
| 1954–1955 Újrajátszás                | Clyde | Ring 52 | 1 – 0 | Celtic | | Hampden Park | 68 831 |
| 1953–1954                            | Celtic | Young (ö.g.) 50 Fallon 64 | 2 – 1 | Aberdeen | Buckley 51 | Hampden Park | 130 060 |
| 1952–1953 Újrajátszás                | Rangers | Prentice 8 | 1 – 1 | Aberdeen | Yorston 80 | Hampden Park | 129 761 |
| 1952–1953 Újrajátszás                | Rangers | Simpson 42 | 1 – 0 | Aberdeen | | Hampden Park | 113 700 |
| 1951–1952                            | Motherwell | Watson Redpath Humphries Kelly                                                                                                  | 4 – 0 | Dundee | | Hampden Park | 136 274 |
| 1950–1951                            | Celtic | McPhail | 1 – 0 | Motherwell | | Hampden Park | 131 943 |
| 1949–1950                            | Rangers | Findlay Thornton (2) | 3 – 0 | East Fife | | Hampden Park | 118 262 |
| 1948–1949                            | Rangers | Young (2, 2. (tiz.)) Williamson Duncanson                                                                                       | 4 – 1 | Clyde | Galletly | Hampden Park | 108 435 |
| 1947–1948 Újrajátszás                | Rangers | Gillick | 1 – 1 | Greenock Morton | Whyte | Hampden Park | 129 176 |
| 1947–1948 Újrajátszás                | Rangers | Williamson | 1 – 0 (h.u.) | Greenock Morton | | Hampden Park | 133 750 |
| 1946–1947                            | Aberdeen | Hamilton36 Williams 42 | 2 – 1 | Hibernian | Cuthbertson 1 | Hampden Park | 82 140 |
| 1940-1945                            | A második világháború miatt nem rendezték meg a Skót Kupát.                                                                     | A második világháború miatt nem rendezték meg a Skót Kupát.                                                                     | A második világháború miatt nem rendezték meg a Skót Kupát.                                                                     | A második világháború miatt nem rendezték meg a Skót Kupát.                                                                     | A második világháború miatt nem rendezték meg a Skót Kupát.                                                                     | A második világháború miatt nem rendezték meg a Skót Kupát.                                                                     | A második világháború miatt nem rendezték meg a Skót Kupát.                                                                     |
| 1939-1940                            | A Skót Kupa helyett ezt a tornát rendezték meg: Scottish War Emergency Cup.                                                     | A Skót Kupa helyett ezt a tornát rendezték meg: Scottish War Emergency Cup.                                                     | A Skót Kupa helyett ezt a tornát rendezték meg: Scottish War Emergency Cup.                                                     | A Skót Kupa helyett ezt a tornát rendezték meg: Scottish War Emergency Cup.                                                     | A Skót Kupa helyett ezt a tornát rendezték meg: Scottish War Emergency Cup.                                                     | A Skót Kupa helyett ezt a tornát rendezték meg: Scottish War Emergency Cup.                                                     | A Skót Kupa helyett ezt a tornát rendezték meg: Scottish War Emergency Cup.                                                     |
| 1938–1939                            | Clyde | Wallace Martin (2) Noble | 4 – 0 | Motherwell | | Hampden Park | 94 000 |
| 1937–1938 Újrajátszás                | East Fife | McLeod | 1 – 1 | Kilmarnock | McAvoy | Hampden Park | 80 091 |
| 1937–1938 Újrajátszás                | East Fife | McKerrell (2) McLeod Miller | 4 – 2 (h.u.) | Kilmarnock | Thomson (tiz.) McGrogan | Hampden Park | 92 716 |
| 1936–1937                            | Celtic | Crum Buchan | 2 – 1 | Aberdeen | Armstrong | Hampden Park | 147 365 |
| 1935–1936                            | Rangers | McPhail | 1 – 0 | Third Lanark | | Hampden Park | 88 859 |
| 1934–1935                            | Rangers | Smith (2) | 2 – 1 | Hamilton Academical | Harrison | Hampden Park | 87 740 |
| 1933–1934                            | Rangers | Nicholson (2) McPhail Main Smith                                                                                                | 5 – 0 | St. Mirren | | Hampden Park | 113 430 |
| 1932–1933                            | Celtic | McGrory | 1 – 0 | Motherwell | | Hampden Park | 102 339 |
| 1931–1932 Újrajátszás                | Rangers | McPhail | 1 – 1 | Kilmarnock | Maxwell | Hampden Park | 112 000 |
| 1931–1932 Újrajátszás                | Rangers | Fleming McPhail English | 3 – 0 | Kilmarnock | | Hampden Park | 104 600 |
| 1930–1931 Újrajátszás                | Celtic | McGrory Craig (ö.g.) | 2 – 2 | Motherwell | Stevenson McMenemy | Hampden Park | 104 863 |
| 1930–1931 Újrajátszás                | Celtic | Thomson 2 McGrory 2 | 4 – 2 | Motherwell | Murdoch Stevenson | Hampden Park | 98 509 |
| 1929–1930 Újrajátszás                | Rangers | | 0 – 0 | Partick Thistle | | Hampden Park | 107 475 |
| 1929–1930 Újrajátszás                | Rangers | Marshall Craig | 2 – 1 | Partick Thistle | Torbet | Hampden Park | 103 688 |
| 1928–1929                            | Kilmarnock | Aitken Williamson | 1 – 0 | Rangers | | Hampden Park | 114 780 |
| 1927–1928                            | Rangers | Meiklejohn (tiz.) McPhail Archibald (2)                                                                                         | 4 – 0 | Celtic | | Hampden Park | 118 115 |
| 1926–1927                            | Celtic | Robertson (ö.g.) McLean Connolly                                                                                                | 3 – 1 | East Fife | Wood | Hampden Park | 80 070 |
| 1925–1926                            | St. Mirren | McRae Howieson | 2 – 0 | Celtic | | Hampden Park | 98 000 |
| 1924–1925                            | Celtic | Gallacher McGrory | 2 – 1 | Dundee | McLean | Hampden Park | 75 317 |
| 1923–1924                            | Airdrieonians | Russell (2) | 2 – 0 | Hibernian | | Ibrox | 65 000 |
| 1922–1923                            | Celtic | Cassidy | 1 – 0 | Hibernian | | Hampden Park | 82 000 |
| 1921–1922                            | Morton | Gourlay | 1 – 0 | Rangers | | Hampden Park | 70 000 |
| 1920–1921                            | Partick Thistle | Blair | 1 – 0 | Rangers | | Celtic Park | 28 294 |
| 1919–1920                            | Kilmarnock | Culley Short Smith | 3 – 2 | Albion Rovers | Watson Hillhouse | Celtic Park | 95 000 |
| 1914-1920                            | Az első világháború miatt nem volt Skót Kupa.                                                                                   | Az első világháború miatt nem volt Skót Kupa.                                                                                   | Az első világháború miatt nem volt Skót Kupa.                                                                                   | Az első világháború miatt nem volt Skót Kupa.                                                                                   | Az első világháború miatt nem volt Skót Kupa.                                                                                   | Az első világháború miatt nem volt Skót Kupa.                                                                                   | Az első világháború miatt nem volt Skót Kupa.                                                                                   |
| 1913–1914 Újrajátszás                | Celtic | | 0 – 0 | Hibernian | | Ibrox | 56 000 |
| 1913–1914 Újrajátszás                | Celtic | McColl (2) Browning (2) | 4 – 1 | Hibernian | Smith | Ibrox | 40 000 |
| 1912–1913                            | Falkirk | Robertson Logan | 2 – 0 | Raith Rovers | | Celtic Park | 45 000 |
| 1911–1912                            | Celtic | McGrory Gallacher | 2 – 0 | Clyde | | Ibrox | 45 000 |
| 1910–1911 Újrajátszás                | Celtic | | 0 – 0 | Hamilton Academical | | Ibrox | 45 000 |
| 1910–1911 Újrajátszás                | Celtic | Quinn McAteer | 2 – 0 | Hamilton Academical | | Ibrox | 25 000 |
| 1909–1910 Újrajátszás 2. Újrajátszás | Dundee | Blair (ö.g.) Langlands | 2 – 2 | Clyde | Chalmers Booth | Ibrox | 60 000 |
| 1909–1910 Újrajátszás 2. Újrajátszás | Dundee | | 0 – 0 | Clyde | | Ibrox | 20 000 |
| 1909–1910 Újrajátszás 2. Újrajátszás | Dundee | Bellamy Hunter | 2 – 1 | Clyde | Chalmers | Ibrox | 24 000 |
| 1908-1909                            | A Skót labdarúgó-szövetség visszatartotta a trófeát a Celtic-Rangers döntő második újrajátszását követően kitört botrány miatt. | A Skót labdarúgó-szövetség visszatartotta a trófeát a Celtic-Rangers döntő második újrajátszását követően kitört botrány miatt. | A Skót labdarúgó-szövetség visszatartotta a trófeát a Celtic-Rangers döntő második újrajátszását követően kitört botrány miatt. | A Skót labdarúgó-szövetség visszatartotta a trófeát a Celtic-Rangers döntő második újrajátszását követően kitört botrány miatt. | A Skót labdarúgó-szövetség visszatartotta a trófeát a Celtic-Rangers döntő második újrajátszását követően kitört botrány miatt. | A Skót labdarúgó-szövetség visszatartotta a trófeát a Celtic-Rangers döntő második újrajátszását követően kitört botrány miatt. | A Skót labdarúgó-szövetség visszatartotta a trófeát a Celtic-Rangers döntő második újrajátszását követően kitört botrány miatt. |
| 1907–1908                            | Celtic | Bennett (2) Hamilton Somers Quinn                                                                                               | 5 – 1 | St. Mirren | Cunningham | Hampden Park | |
| 1906–1907                            | Celtic | Orr (tiz.) Somers (2) | 3 – 0 | Heart of Midlothian | | Hampden Park | |
| 1905–1906                            | Heart of Midlothian | Wilson 81 | 1 – 0 | Third Lanark | | Ibrox | |
| 1904–1905 Újrajátszás                | Third Lanark | | 0 – 0 | Rangers | | Hampden Park | |
| 1904–1905 Újrajátszás                | Third Lanark | Wilson (2) Johnstone | 3 – 1 | Rangers | Smith | Hampden Park | |
| 1903–1904                            | Celtic | Quinn (3) | 3 – 2 | Rangers | Speedie (2) | Hampden Park | |
| 1902–1903 Újrajátszás 2. Újrajátszás | Rangers | Stark | 1 – 1 | Heart of Midlothian | Walker | Celtic Park | |
| 1902–1903 Újrajátszás 2. Újrajátszás | Rangers | | 0 – 0 | Heart of Midlothian | | Celtic Park | |
| 1902–1903 Újrajátszás 2. Újrajátszás | Rangers | Mackie Hamilton | 2 – 0 | Heart of Midlothian | | Celtic Park | |
| 1901–1902                            | Hibernian | McGeachen | 1 – 0 | Celtic | | Celtic Park | |
| 1900–1901                            | Heart of Midlothian | Walker Bell (2) Thomson | 4 – 3 | Celtic | McOustra Quinn McMahon | Ibrox | |

### 19. század
- 1889-1900 Celtic 4-3 Queen's Park
- 1898-1899 Celtic 2-0 Rangers
- 1897-1898 Rangers 2-0 Kilmarnock
- 1896-1897 Rangers 5-1 Dumbarton
- 1895-1896 Heart of Midlothian 3-1 Hibernian
- 1894-1895 St. Bernard's 2-1 Renton
- 1893-1894 Rangers 3-1 Celtic
- 1892-1893 Queen's Park 2-1 Celtic (Újrajátszás)
- 1891-1892 Celtic 5-1 Queen's Park (Újrajátszás)
- 1890-1891 Hearts 1-0 Dumbarton
- 1889-1890 Queen's Park 2-1 Vale of Leven
- 1888-1889 Third Lanark 2-1 Celtic (Újrajátszás)
- 1887-1888 Renton 6-1 Cambuslang
- 1886-1887 Hibernian 2-1 Dumbarton
- 1885-1886 Queen's Park 3-1 Renton
- 1884-1885 Renton 3-1 Vale of Leven (Újrajátszás)
- 1883-1884 A Queen's Park kapta a kupát, miután a Vale of Leven nem jelent meg a döntőn.
- 1882-1883 Dumbarton 2-1 Vale of Leven (Újrajátszás)
- 1881-1882 Queen's Park 4-1 Dumbarton (Újrajátszás)
- 1880-1881 Queen's Park 3-1 Dumbarton (Újrajátszás)
- 1879-1880 Queen's Park 3-0 Thornliebank
- 1878-1879 Vale of Leven 1-1 Rangers (A Vale of Leven kapta a kupát, miután a Rangers nem jelent meg az újrajátszáson.)
- 1877-1878 Vale of Leven 1-0 Third Lanark
- 1876-1877 Vale of Leven 3-2 Rangers (2. Újrajátszás)
- 1875-1876 Queen's Park 2-0 Third Lanark (Újrajátszás)
- 1874-1875 Queen's Park 3-0 Renton
- 1873-1874 Queen's Park 2-0 Clydesdale

## Klubok szereplése
| Csapat               | Győzelmek száma | Második helyek száma | Győzelmei éve |
| -------------------- | --------------- | -------------------- | --- |
| Celtic               | 38              | 18                   | 1892, 1899, 1900, 1904, 1907, 1908, 1911, 1912, 1914, 1923, 1925, 1927, 1931, 1933, 1937, 1951, 1954, 1965, 1967, 1969, 1971, 1972, 1974, 1975, 1977, 1980, 1985, 1988, 1989, 1995, 2001, 2004, 2005, 2007, 2011, 2013, 2017, 2018 |
| Rangers              | 33              | 18                   | 1894, 1897, 1898, 1903, 1928, 1930, 1932, 1934, 1935, 1936, 1948, 1949, 1950, 1953, 1960, 1962, 1963, 1964, 1966, 1973, 1976, 1978, 1979, 1981, 1992, 1993, 1996, 1999, 2000, 2002, 2003, 2008, 2009                               |
| Queen's Park         | 10              | 2                    | 1874, 1875, 1876, 1880, 1881, 1882, 1884, 1886, 1890, 1893 |
| Hearts               | 8               | 6                    | 1891, 1896, 1901, 1906, 1956, 1998, 2006, 2012 |
| Aberdeen             | 7               | 8                    | 1947, 1970, 1982, 1983, 1984, 1986, 1990 |
| Kilmarnock           | 3               | 5                    | 1920, 1929, 1997 |
| Vale of Leven        | 3               | 4                    | 1877, 1878, 1979 |
| Clyde                | 3               | 3                    | 1939, 1955, 1958 |
| St. Mirren           | 3               | 3                    | 1926, 1959, 1987 |
| Hibernian            | 2               | 11                   | 1887, 1902 |
| Dundee United        | 2               | 7                    | 1994, 2010 |
| Motherwell           | 2               | 5                    | 1952, 1991 |
| Third Lanark         | 2               | 4                    | 1889, 1905 |
| Dunfermline Atheltic | 2               | 3                    | 1961, 1968 |
| Renton               | 2               | 3                    | 1885, 1888 |
| Falkirk FC           | 2               | 2                    | 1913, 1957 |
| Dumbarton            | 1               | 5                    | 1883 |
| Dundee               | 1               | 4                    | 1910 |
| Airdrieonians        | 1               | 3                    | 1924 |
| East Fife            | 1               | 2                    | 1938 |
| Greenock Morton      | 1               | 1                    | 1922 |
| Partick Thistle      | 1               | 1                    | 1921 |
| St. Bernard's        | 1               |                      | 1895 |
| Hamilton Academical  |                 | 2                    | |
| Albion Rovers        |                 | 1                    | |
| Cambuslang           |                 | 1                    | |
| Clydesdale           |                 | 1                    | |
| Gretna               |                 | 1                    | |
| Raith Rovers         |                 | 1                    | |
| Thornliebank         |                 | 1                    | |
| Queen of the South   |                 | 1                    | |
| Ross County          |                 | 1                    | |

## Külső hivatkozások (angolul)
- Honlap
- Bővebb információ az "Első hampdeni botrány"-ról
- A "2. hampdeni botrány" szövegben és mozgóképben (a videón 6:35-től)